# Ralph Torres
Pour les articles homonymes, voir Torres.
Ralph Deleon Guerrero Torres, né le 6 août 1979 à Saipan, est un homme politique américain, membre du Parti républicain. Il est gouverneur des Îles Mariannes du Nord du 29 décembre 2015 au 9 janvier 2023.

## Biographie
Diplômé en science politique de l'université d'État de Boise dans l'Idaho en 2001, Ralph Torres travaille comme juriste dans son archipel natal. En 2008, il est élu membre de la Chambre basse de la Législature des Îles Mariannes du Nord. En 2010, il accède au Sénat de l'archipel dont il est élu président en février 2013.
Le 18 novembre 2014, il est élu lieutenant-gouverneur des îles et prend ses fonctions le 12 janvier 2015, au côté du gouverneur Eloy Inos. Après la mort de ce dernier, il lui succède comme gouverneur des Îles Mariannes du Nord le 29 décembre de la même année. Il est élu en novembre 2018 pour un mandat complet. De nouveau candidat en 2022, il est battu au second tour par Arnold Palacios.